# 2006 JY26
2006 JY26 é um objeto próximo à Terra e asteroide potencialmente perigoso, em uma órbita em ferradura em direção à Terra, como o 3753 Cruithne.

## Descoberta, órbita e propriedades físicas
2006 JY26 foi descoberto por E. J. Christensen em 6 de maio de 2006, pelo observatório Catalina Sky Survey. Sua órbita é caracterizada por uma pequena excentricidade (0,083), baixa inclinação (1,44º) e um semi-eixo maior de 1,01 ua. Após a descoberta, ele foi classificado como um asteroide Apolo mas também como um asteroide geocruzador pelo Minor Planet Center. A definição de sua órbita foi baseada em 76 observações abrangendo um arco de dados de 4 dias. 2006 JY26 tem uma magnitude absoluta (H) de 28,4 correspondendo a um diâmetro de 9 metros.

### Risco de impacto
Ele está listado na Tabela de Risco Sentry com 1 chance em 140 de impactar a Terra em 3 de maio de 2074. A órbita nominal de melhor ajuste mostra que o 2006 JY26 estará a 0.006 AU (900,000 km; 560,000 mi) da Terra em 3 de maio de 2074. Um impacto deste objeto seria menos severo do que o do meteoro Chelyabinsk .

## Órbita em ferradura em relação à terrestre e evolução orbital
Cálculos recentes indicam que segue uma órbita em ferradura em relação à Terra. Ele esteve próximo à Terra em 10 de maio de 2006, a 0.0029 AU (430,000 km; 270,000 mi) . Sua evolução orbital é muito caótica e sua órbita é difícil de prever além de algumas centenas de anos. Sua órbita corresponde às propriedades esperadas de um objeto da classe Arjuna .

## Origem
Ele pode ter se originado na região de Vênus - Terra - Marte ou no cinturão de asteroides principal, como outros objetos próximos à Terra, então se transformou em um asterioide da classe amor, antes de entrar na região coorbital da Terra.